# رائول سروه
رائول سروه (فرانسوی: Raoul Servais‎؛ زادهٔ ۱ مهٔ ۱۹۲۸) یک فیلم‌ساز، نقاش و کاریکاتوریست اهل بلژیک است.
فیلم کوتاه او «هارپیا» برندهٔ نخل طلا بهترین فیلم کوتاه در جشنواره کن ۱۹۷۹ شد.
وی تا کنون برندهٔ جوایزی همچون جایزهٔ یک عمر دستاورد هنری در جشنواره پویانمایی زاگرب (۲۰۱۶) و جایزه ماگریت (۲۰۱۸) شده‌است.